# 17-es busz (Sopron, 2023-ig)
A soproni 17-es jelzésű autóbusz Jereván lakótelep és Keleti rendező végállomások között közlekedett.

## Története
A 17-es jelzésű autóbusz a Jereván lakótelepről indult, és a Juharfa úton, majd az Ógabona téren át, a Csengery utca érintésével közlekedett a Keleti rendező pályaudvarig, ellenkező irányban a Várkerületen keresztül. 2001. június 10-től az ellenkező irány jelentősen módosult, a Várkerület - Juharfa út helyett a Csengery utca, nyomda megállóhelytől a 11-es busz vonalán, tehát a II. Rákóczi Ferenc utcán, valamint a IV. László király utcán át tért vissza a Jereván lakótelepre.
 2022. október 22-től Sopron város önkormányzatának döntése alapján, az energiaválság következtében jelentős menetrendi változások és járatritkítások léptek érvénybe a városban. A módosítások értelmében a 17-es busz már csak a Keleti rendező felé járt tanítási munkanapokon reggel, a Jereván lakótelep irányú viszonylata megszűnt. Az autóbusz a Keleti rendezőtől 11Y jelzéssel közlekedett tovább.
 Mivel a menetrend módosítással a 17-es busz többi indulását eltörölték, a Keleti rendező pályaudvar kiszolgálása érdekében 2022. december 11-től új járat indult 11B jelzéssel.
 2023. december 10-től módosították a vonalon a közlekedési rendet. A továbbiakban a 17-es busz nem közlekedik, helyette hasonló útvonalon a 11Y jelzésű busz indul a Jereván lakótelepről.

## Közlekedés
A vonalon Ikarus 260, Ikarus 280, Ikarus 415, Credo BC 11, Credo BN 12, Credo BN 18, Rába Premier 091, Mercedes-Benz Citaro, Mercedes-Benz Citaro G és MAN Lion’s City típusú járművek közlekedtek.
 
Az autóbusz utolsó menetrendje szerint csak tanítási munkanapokon reggel, egy indulási időponttal közlekedett, azonban a 2022 októberében érvénybe lépett járatritkítások előtt még többször, munkanapokon és hétvégén is naponta néhányszor indult mindkét irányba.

## Útvonal
| Jereván lakótelep → Keleti rendező |
| --- |
| Jereván lakótelep végállomás – IV. László király utca – Juharfa út – Teleki Pál út – Lackner Kristóf utca – Ógabona tér – Petőfi tér – Széchenyi tér – Erzsébet utca – Csengery utca – Kőszegi út – Csepel utca – Keleti rendező végállomás |

## Megállóhelyek
| Távolság (km) | Idő (perc) | Megállóhely neve / korábbi neve(i)     | Átszállási lehetőségek a 2023. december 9-ig érvényes menetrend szerint                                                                                    | Fontosabb nevezetességek, helyek, áruházak és intézmények a közelben |
| ------------- | ---------- | -------------------------------------- | --- | --- |
| 0             | 0          | Jereván lakótelep                      | 1, 2, 3Y, 5, 5A, 5Y, 6, 7A, 7B, 10, 10B, 11, 11B, 12, 13, 20, 20Y, 27, 27B                                                                                 | Helyi buszvégállomás |
| 0,3           | 1          | Juharfa út 16.                         | 1, 2, 5Y, 6, 7, 7A, 7B, 11Y, 12, 13, 13B, 27, 27B | |
| 0,7           | 2          | Teleki Pál út 2.                       | 1, 2, 3Y, 5, 5A, 5Y, 6, 7, 7A, 7B, 10, 10B, 11Y, 12, 13, 13B, 20, 20Y, 27, 27B                                                                             | McDonald’s étterem Sopron Pláza Káposztás utcai Stadion Ibolya-tó |
| 1,5           | 4          | Lackner Kristóf utca, autóbusz-állomás | 1, 2, 3, 3Y, 4, 5, 5A, 5B, 5T, 5Y, 6, 7, 7A, 7B, 8, 10, 10B, 11Y, 12, 13, 13B, 14, 14B, 20, 20Y, 21, 27, 27B, 32, 33 Helyközi és távolsági autóbuszjáratok | Soproni autóbusz-állomás Soproni Rendőrkapitányság Káposztás utcai Stadion INTERSPAR áruház Vásárcsarnok                                                                                        |
| 1,8           | 5          | Ógabona tér, Újteleki utca             | 1, 2, 3Y, 4, 5, 5A, 5B, 5T, 6, 10, 10B, 11Y, 12, 13, 13B, 14, 14B, 20, 20Y, 32, 33                                                                         | Tűztorony Városháza Mária-szobor Szentháromság-szobor Posta Szent György-templom Scarbantia Régészeti Park                                                                                      |
| 2,3           | 7          | Erzsébet utca                          | 1, 2, 3Y, 4, 5, 5A, 5B, 5T, 6, 10, 10B, 11, 11A, 11B, 11Y, 12, 13B, 14, 14B, 20, 20Y, 22, 27Y, 32, 33                                                      | Liszt Ferenc Konferencia- és Kulturális Központ Soproni Petőfi Színház Posta Soproni Szent Júdás Tádé-templom SOE Lámfalussy Sándor Közgazdaságtudományi Kar Európa leghosszabb tere – Deák tér |
| 2,9           | 9          | Csengery utca, nyomda                  | 1, 2, 3Y, 4, 5, 5A, 5T, 7, 7B, 10, 10B, 11, 11A, 11B, 11Y, 12, 12V, 20, 20Y, 22, 27, 27B, 27Y, 32 Helyközi és távolsági autóbuszjáratok                    | Sopron vasútállomás GYSEV Zrt. SPAR szupermarket |
| 3,5           | 10         | Hőközpont utca Kőszegi út, selyemgyár  | 4, 5, 5A, 5T, 5Y, 7, 7A, 7B, 11, 11A, 11B, 11Y, 20, 20Y, 22, 27, 27B, 27Y, 32 Helyközi és távolsági autóbuszjáratok                                        | Soproni Erzsébet Oktató Kórház és Rehabilitációs Intézet Posta |
| 4,0           | 11         | Csepel utca, tűgyár                    | 11B, 11Y | |
| 4,2           | 13         | Keleti rendező                         | 11B, 11Y | GYSEV rendező pályaudvar |